# Zasłonak wielobarwny
Zasłonak wielobarwny (Cortinarius multicolor M.M. Moser) – gatunek grzybów należący do rodziny zasłonakowatych (Cortinariaceae).

## Systematyka i nazewnictwo
Pozycja w klasyfikacji według Index Fungorum: Cortinarius, Cortinariaceae, Agaricales, Agaricomycetidae, Agaricomycetes, Agaricomycotina, Basidiomycota, Fungi.
Po raz pierwszy opisał go Meinhard Michael Moser w 1967 r. Polską nazwę nadał Andrzej Nespiak w 1981 r.

## Występowanie i siedlisko
W Polsce do 2003 r. jedyne stanowisko podała Anna Bujakiewicz w Babiogórskim Parku Narodowym w 1979 r. i w 2004 r.
Naziemny grzyb mykoryzowy. Występuje wśród mchów w lasach iglastych.